# 21cm moždíř vz. 18
21cm moždíř vz. 18 byla těžká houfnice vyráběná ve firmě Škoda Plzeň.
21cm moždíře vz. 16, které vyráběla Škoda Plzeň, používala rakousko-uherská armáda již v době první světové války. Po vzniku Československa pokračoval výrobce v dodávkách modernizovaného typu vz. 18. Československá armáda jich obdržela do roku 1938 osmnáct kusů. 
Po okupaci československého pohraničí nacistickým Německem byly moždíře k nepotřebě, a tak Československo prodalo dle smlouvy z 11. února 1939 všech 18 kusů Německu. To ale za ně samozřejmě nezaplatilo, protože 15. března Čechy a Moravu obsadilo, cílem nákupu bylo jen zabránění vývozu děl jinam. 
Československo vyvíjelo nástupce těžkých děl (15 cm kanón NO a 22 cm houfnice ON), které se dodávaly do Polska a Jugoslávie. Německo, které se v důsledku smlouvy Molotov–Ribbentrop zavázalo k dodávkám některých nových technologií, dodalo plány dalšího nového kanónu (21 cm kanón V) Sovětskému svazu, který měl o ně zájem už před rozbitím Československa. Tento kanón byl vyráběn pro Turecko, délka hlavně 45 ráží, dostřel 30 km, sériové kusy převzal Wehrmacht a intenzivně je používal celou válku, další kusy vyvezl do Švédska. Sovětská konstrukční kancelář Iljiče Ivanoviče Ivanova na základě těchto plánů zhotovila kopie, které byly nazvány jako 210mm houfnice M1939 (Br-17).
Po obsazení Norska byly 21cm moždíře použity v pobřežních bateriích na obranu před případnou Spojeneckou invazí. Po válce byla většina sešrotována. Zachoval se jen jeden moždíř údajně v muzeu v Oslu.

## Technické údaje
- Ráže: 210 mm
- Délka hlavně: 2970 mm (14 ráží)
- Hmotnost: bojová 8920 kg
- Náměr: +40° až +71°
- Odměr: 360°
- Úsťová rychlost: cca 400 m/s
- Dostřel: 10 600 m
- Kadence: 1 rána za minutu